# Misumenops consuetus
Misumenops consuetus es una especie de araña cangrejo del género Misumenops, familia Thomisidae. Fue descrita científicamente por Banks en 1898.

## Distribución
Esta especie se encuentra en México.